# Volkswagen Golf VIII
La Volkswagen Golf VIII è un'autovettura che rappresenta l'ottava generazione dell'omonimo modello, presentata in un evento stampa a Wolfsburg il 24 ottobre 2019 e prodotta dalla casa automobilistica tedesca Volkswagen a partire dalla fine del 2019.

## Profilo, tecnica ed esterni

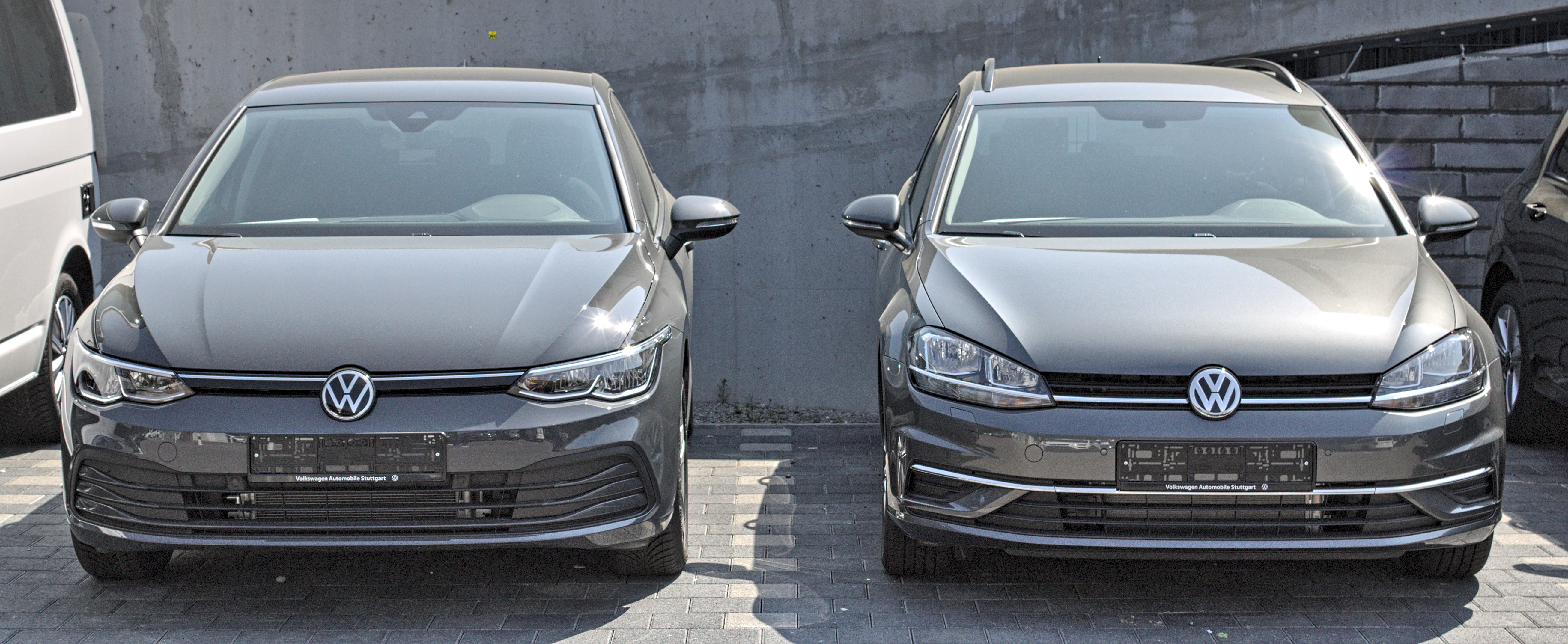
Golf VIII e VII a confronto

La Golf VIII utilizza la stessa piattaforma Volkswagen MQB della precedente generazione, ma rivista in alcuni particolari e impiegata anche sulle nuove generazioni di Audi A3 8Y, SEAT León e Škoda Octavia. Anche il comparto sospensioni ricalca quello della Golf VII: all’avantreno si può trovare quindi il consueto schema MacPherson, nel quale il gruppo molla-ammortizzatore ha funzione portante. Il retrotreno, invece, differisce a seconda della motorizzazione scelta: le versioni con almeno 150 CV dispongono del multilink, mentre le versioni d’accesso offrono un più semplice ponte torcente. Esteticamente la nuova serie è simile a quella che sostituisce: il frontale è più basso e tondeggiante, con i fari anteriori che appaiono più piccoli e profilati e la parte inferiore del paraurti caratterizzata da un’ampia sezione che varia nei dettagli in base all’allestimento; debutta inoltre il nuovo logo VW bidimensionale in bianco e nero e la griglia frontale viene sostituita da una carenatura composta da un fregio cromato; ciò contribuisce alla riduzione del coefficiente di resistenza aerodinamica che passa da 0,29 della VII allo 0,275 della VIII, con l'area frontale che si riduce a 0,61 m²; la zona posteriore presenta dei nuovi fanali a LED dalla forma a "L" simili a quelli della T-Roc.

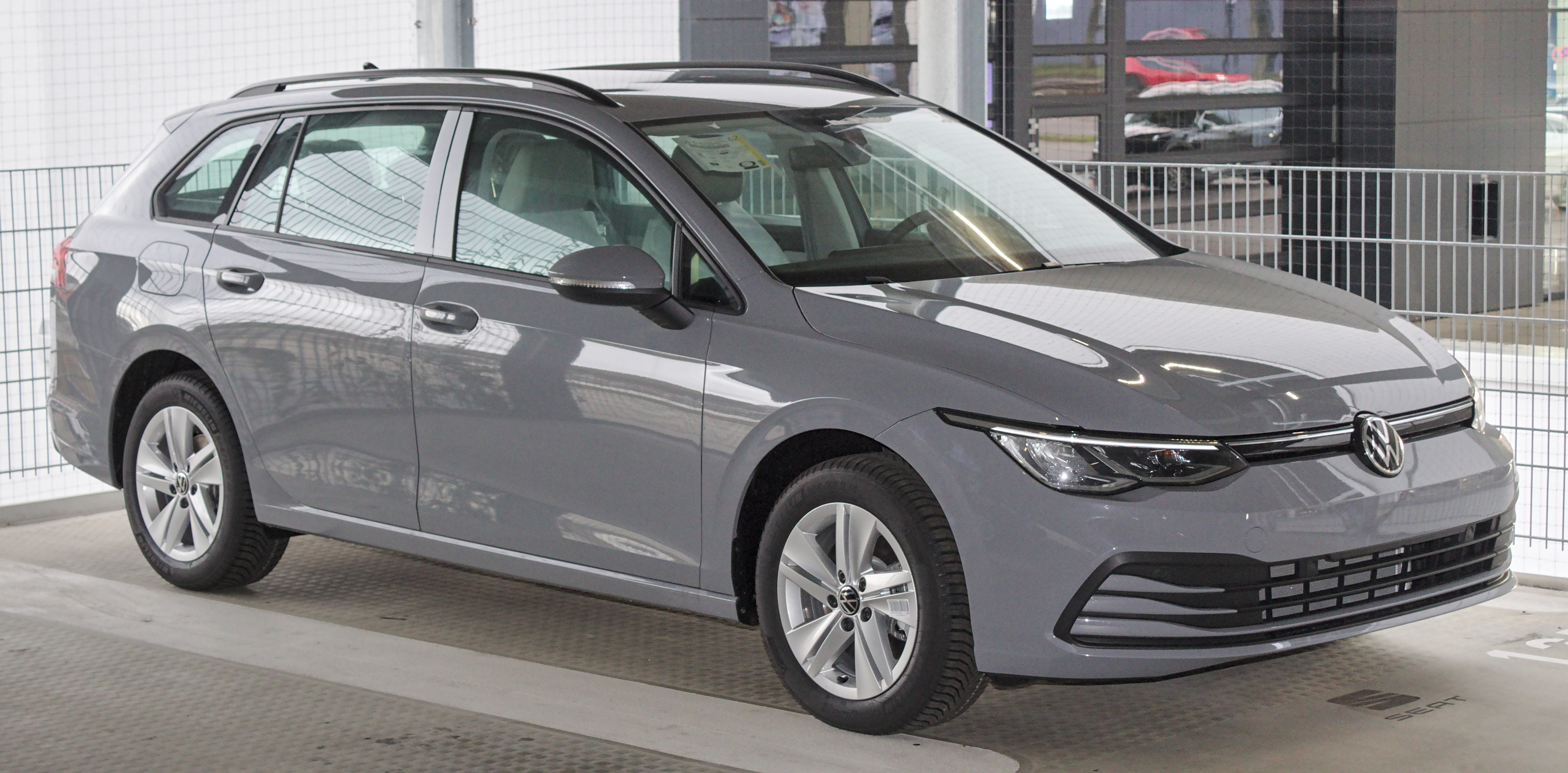
Golf VIII Variant

Rispetto alla generazione precedente, la Golf VIII è complessivamente più lunga di 29 mm, ma l'interasse è più corto di 1 mm; è anche più stretta di 10 mm e più alta di 4 mm. Come di consueto, anche la nuova Golf è offerta con carrozzeria familiare Variant.

## Interni e dotazioni
Gli interni e le dotazioni si rinnovano rispetto al modello uscente. Ogni versione della nuova Golf offre di serie i fari full LED, ma per la prima volta sono disponibili in opzione dei fari Matrix LED già impiegati sulle Touareg e Passat: ogni modulo-faro è composto da ventidue LED che si spengono e si accendono singolarmente in modo da garantire una visibilità ottimale per il conducente e allo stesso tempo azzerare l’abbagliamento verso gli altri veicoli. I nuovi fari Matrix LED sostituiscono inoltre i fendinebbia e sono dotati di indicatori di direzione dinamici anteriori e posteriori.

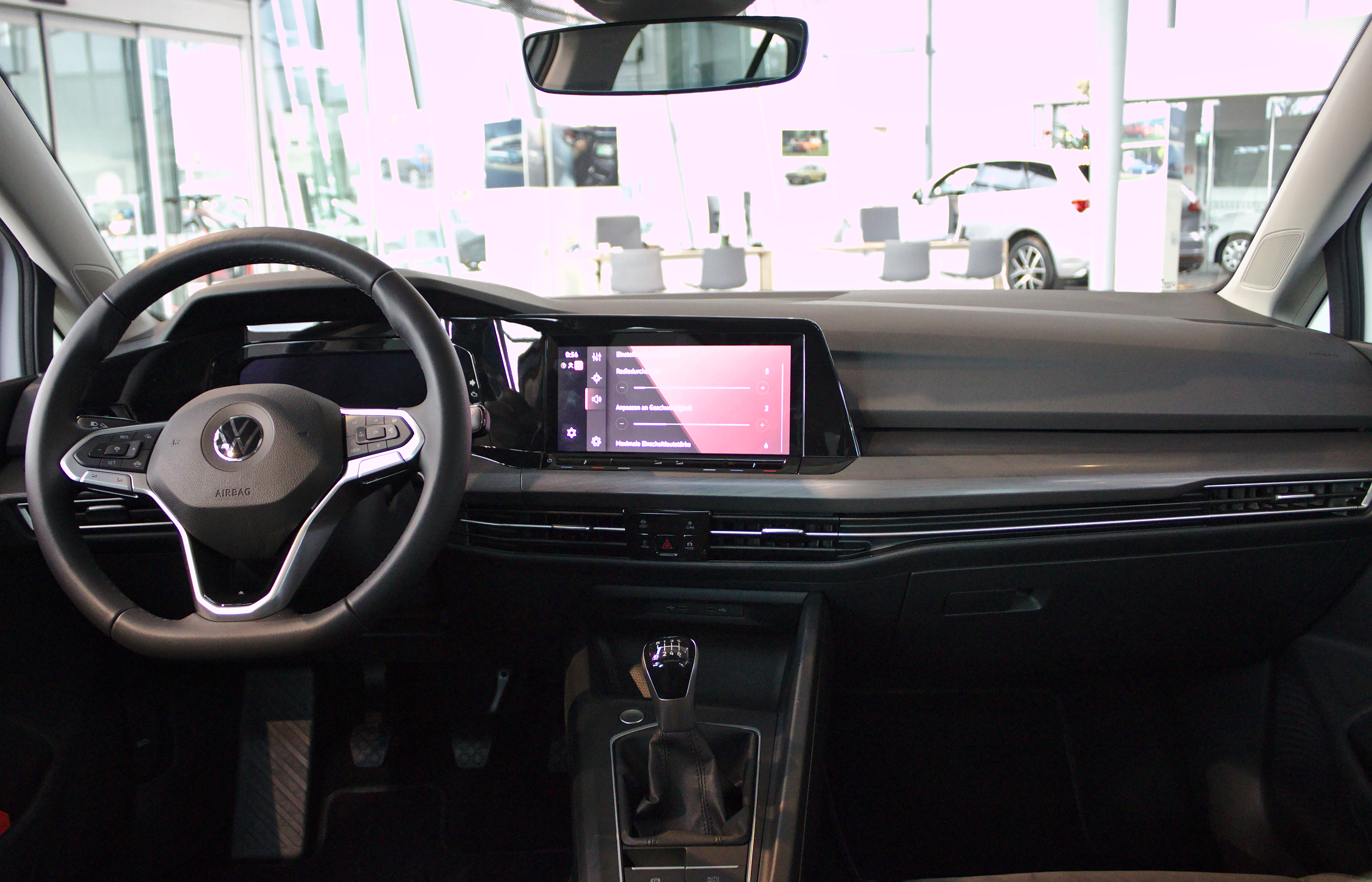
Vista della plancia

All'interno il tradizionale quadro strumenti analogico è stato sostituito in tutti gli allestimenti da un display interamente digitale e configurabile in base alle preferenze del conducente. Sono presenti due schermi: il primo, di 10”, è destinato alla già citata strumentazione, mentre il secondo, di 8 o 10” a seconda dell’allestimento, è posto nella console centrale e integra il sistema multimediale. Quest’ultimo è integrato con Alexa e può eseguire diversi comandi tramite il controllo vocale. Inoltre è disponibile in opzione un head-up display che proietta i dati relativi alla velocità, alle indicazioni del navigatore e ai sistemi di sicurezza sul parabrezza. I classici tasti fisici per l'attivazione dei fari, a sinistra del volante, sono stati sostituiti da un pannello touch.
I livelli di allestimento attualmente disponibili sono tre. Il primo, denominato Life, offre di serie tutti i principali sistemi di sicurezza attiva e passiva, i rivestimenti in tessuto, il climatizzatore automatico monozona, i cerchi in lega di 16”, i sensori di parcheggio anteriori e posteriori e il sistema multimediale con display di 8” e radio DAB. Il secondo livello, Style, aggiunge alla dotazione dell’allestimento meno costoso le cromature esterne, i cerchi in lega di 17”, il climatizzatore automatico trizona, il sedile di guida elettrico e i rivestimenti in microfibra. La lista degli optional prevede, tra gli altri, il navigatore satellitare abbinato al sistema di riconoscimento dei segnali stradali, i sedili riscaldabili, il tetto elettrico panoramico e un impianto hi-fi Harman Kardon. Il terzo allestimento è quello declinato in chiave sportiva denominato R-Line, che offre cerchi in lega 7 J x 17" specifici, fari LED anteriori e posteriori, Digital Cockpit Pro 10,25‘‘, climatizzatore monozona, Ambient Light Multicolor (32 tonalità), vetri posteriori oscurati. Gli accenti (minigonne, prese d'aria e parte inferiore del paraurti anteriore e posteriore, di disegno specifico) sono in nero lucido.

## Sistemi di sicurezza

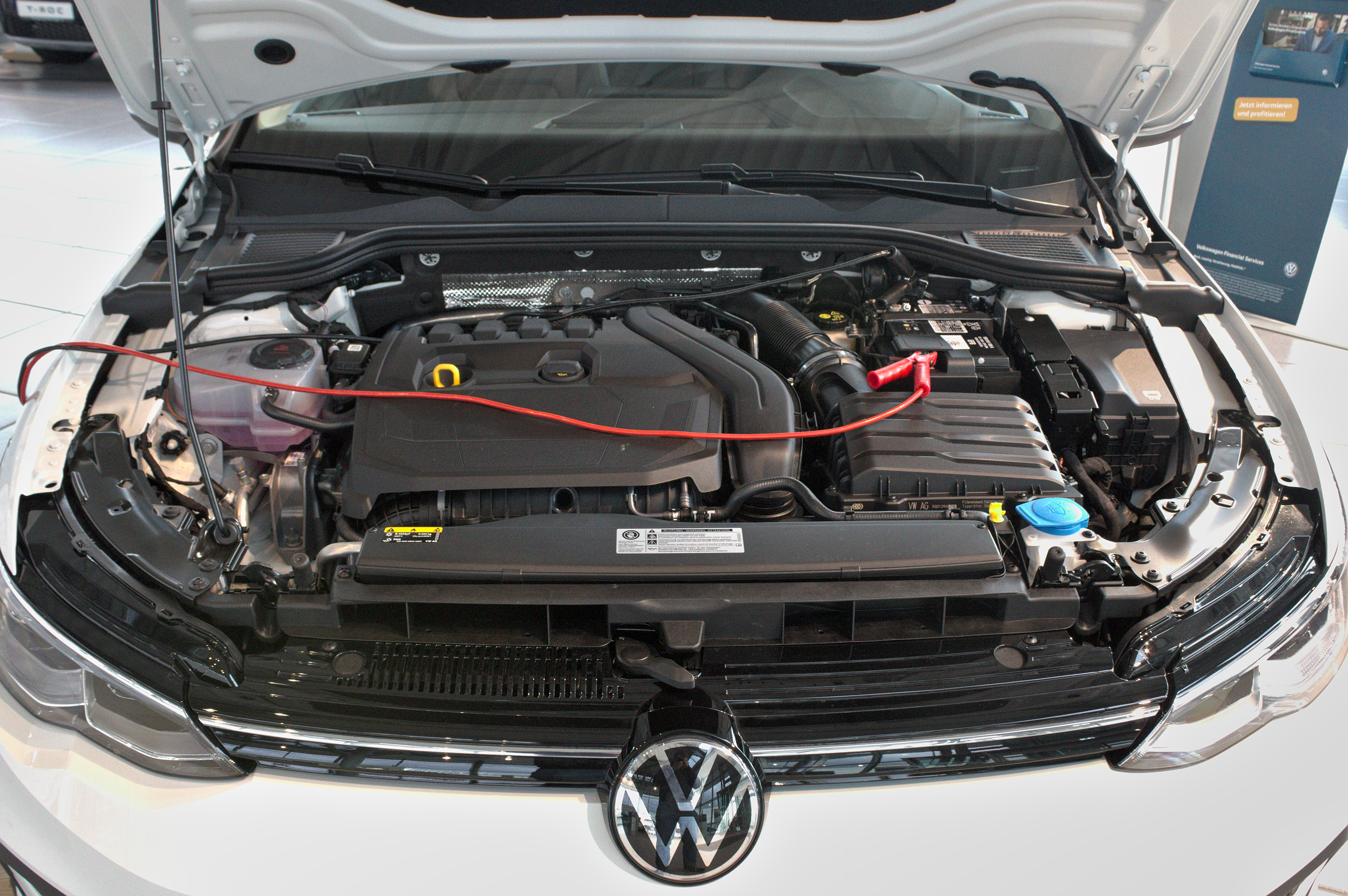
Vano motore della versione 1.5 TSI

Per quanto riguarda la sicurezza attiva e passiva, sono presenti già dall’allestimento più economico sei airbag e i più moderni sistemi di assistenza alla guida che possono funzionare fino a 250 km/h e agiscono come un sistema di guida semi-autonoma di livello 2. Esso combina il cruise control adattativo (con funzione Traffic Jam Assist che permette l’arresto e la ripartenza in maniera completamente automatica in caso di traffico intenso) e il sistema di mantenimento in corsia. La frenata automatica d’emergenza riconosce i ciclisti e i pedoni anche nelle ore notturne e integra le funzioni di assistenza alle svolte agli incroci e in retromarcia. Il volante è inoltre dotato di sensori che rilevano quando il guidatore lo sta toccando. Se non viene rilevato alcun input sullo sterzo per più di 15 secondi, l’auto cerca di destare l’attenzione del conducente mediante degli allarmi visivi e uditivi; se ciò non si rivela sufficiente si arresta autonomamente, attiva la segnalazione di emergenza e allerta i servizi di soccorso. Questa funzione è denominata Emergency Assist ed è collegata all’avviso che previene il colpo di sonno.
L’ottima dotazione di sicurezza ha permesso alla nuova Golf di ottenere le cinque stelle nei crash test dell’Euro NCAP.
La Golf VIII è predisposta per il protocollo Car2X, che permette di scambiare informazioni relative al traffico con le altre autovetture in circolazione e con le infrastrutture stradali per un raggio fino a 800 m.

## Motori e trasmissione

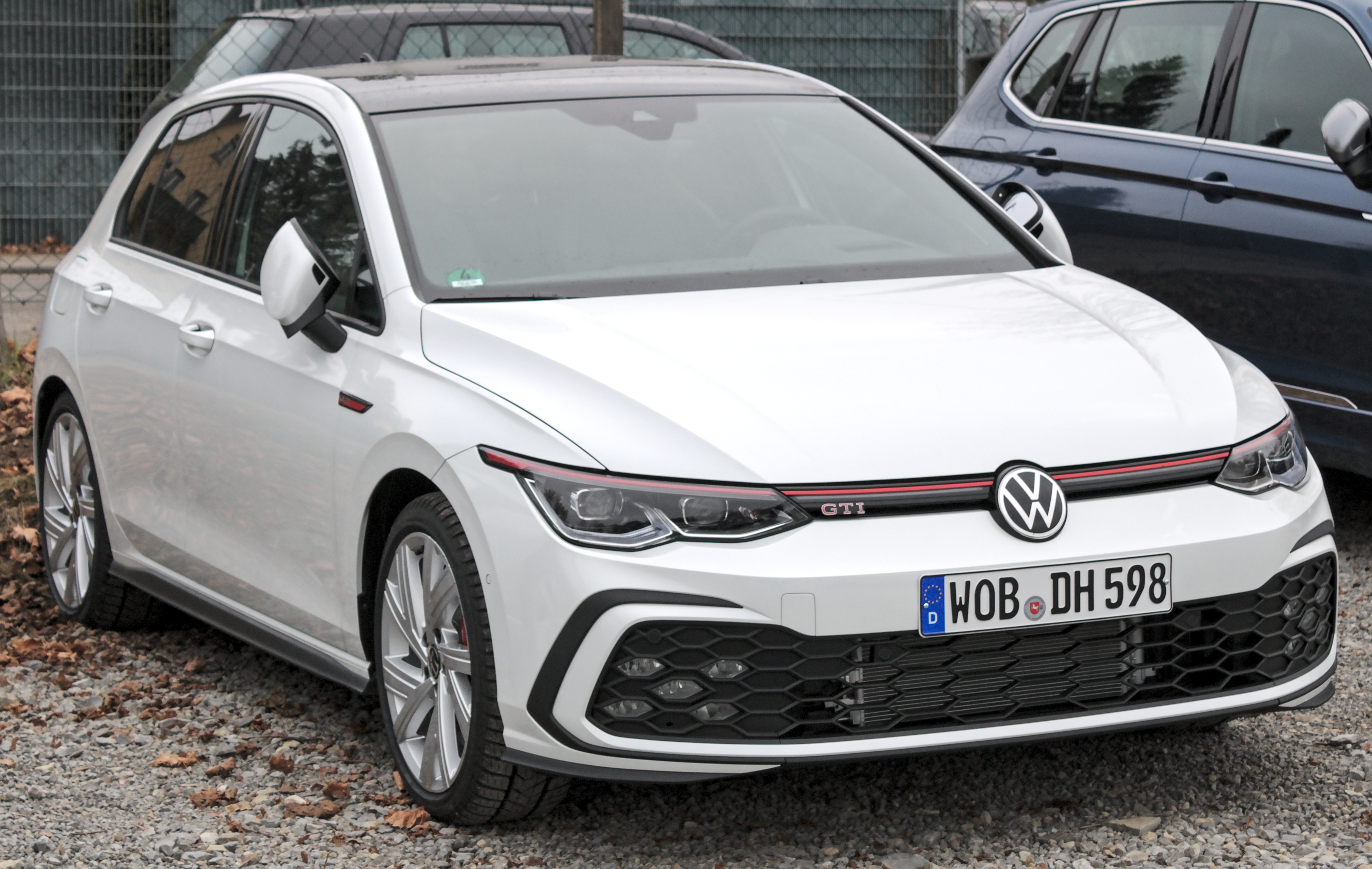
Golf VIII GTI

Sul fronte delle motorizzazioni, tutte le unità sono turbocompresse e abbinate alla trazione anteriore. Sono inizialmente disponibili tre motori: a benzina il 1.0 TSI (a tre cilindri) da 110 CV e il 1.5 TSI (a quattro e con disattivazione parziale dei cilindri) da 130 o 150 CV, a gasolio il 2.0 TDI in due declinazioni di potenza da 115 o 150 CV. Tutte le motorizzazioni entro i 110 kW sono per il momento abbinate a un cambio manuale a sei marce, le versioni da 150 CV sono equipaggiate con un cambio automatico DSG a doppia frizione a sette rapporti. Nelle versioni con cambio DSG il classico pomello del cambio è stato sostituito con un comando shift by wire.

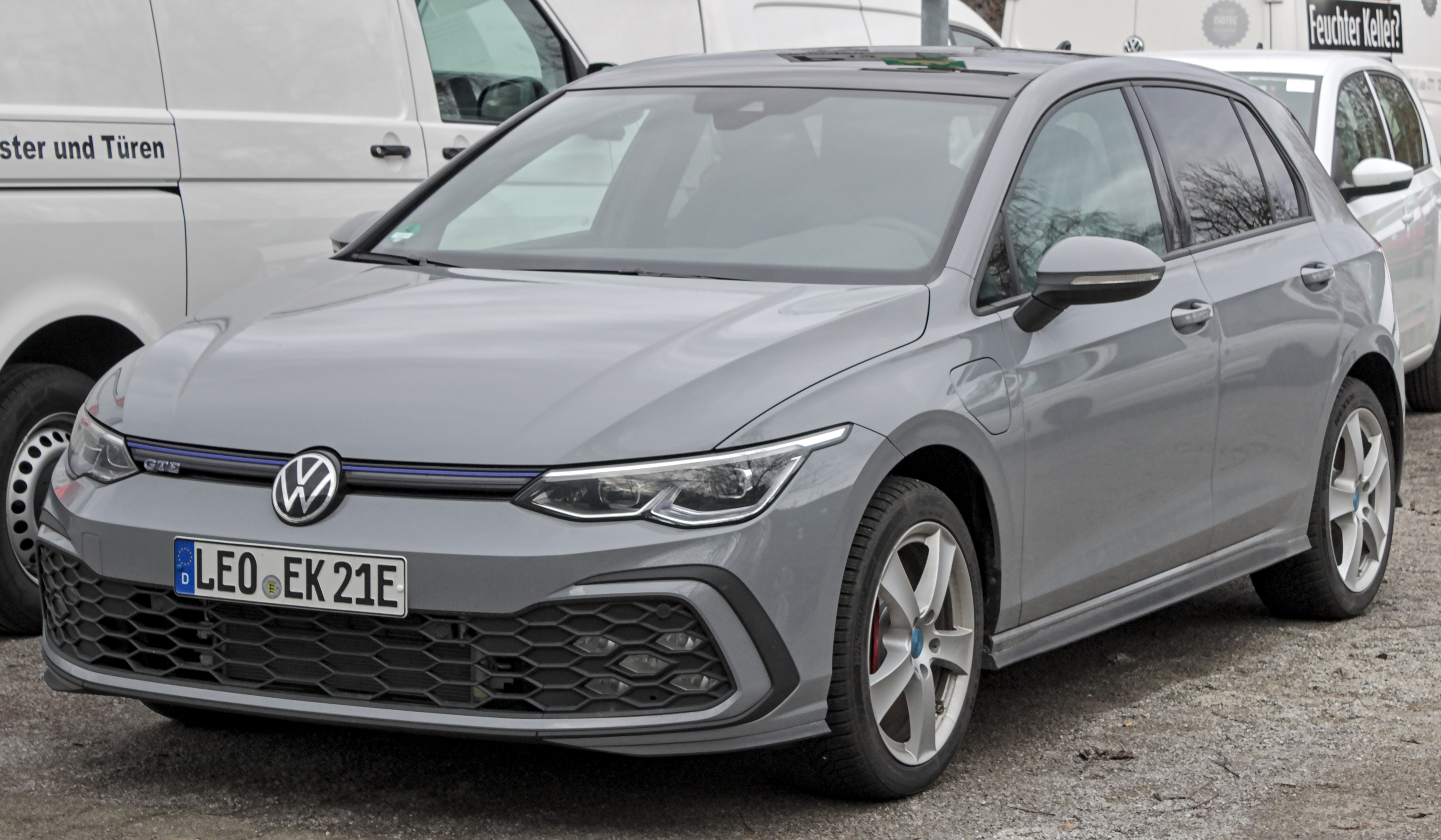
Golf VIII GTE

Una novità è rappresentata dal 1.5 eTSI: il classico quattro cilindri a benzina da 150 CV viene elettrificato attraverso un sistema mild hybrid a 48 V; esso è abbinato esclusivamente al cambio DSG a sette marce. Questo sistema ibrido leggero coniuga prestazioni elevate e consumi contenuti.
Inoltre esordisce una inedita motorizzazione eHYBRID ibrido plugin offerta nell'allestimento style, dotata di batteria agli ioni litio con capacità da 13 kWh con autonomia 100% elettrica di circa 70 km (WLTP).
Nei primi mesi del 2020 vengono presentate le versioni sportive della gamma: la GTI è equipaggiata con il noto 2.0 TSI da 245 CV abbinato al cambio manuale oppure al DSG; la GTD è la corrispondente versione a gasolio della GTI e utilizza il 2.0 TDI da 200 CV; la GTE, invece, è la versione ibrida plug-in della compatta tedesca: il 1.4 TSI da 156 CV è abbinato a un motore elettrico e al cambio DSG a sei marce. La potenza combinata è pari a 245 CV e le batterie possono essere ricaricate dall’esterno. Le tre versioni citate si differenziano per i particolari esterni e interni, come il filetto sulla calandra (rosso nella GTI, argento nella GTD e blu nella GTE) e il rivestimento tartan dei sedili (stessa composizione cromatica dei filetti).

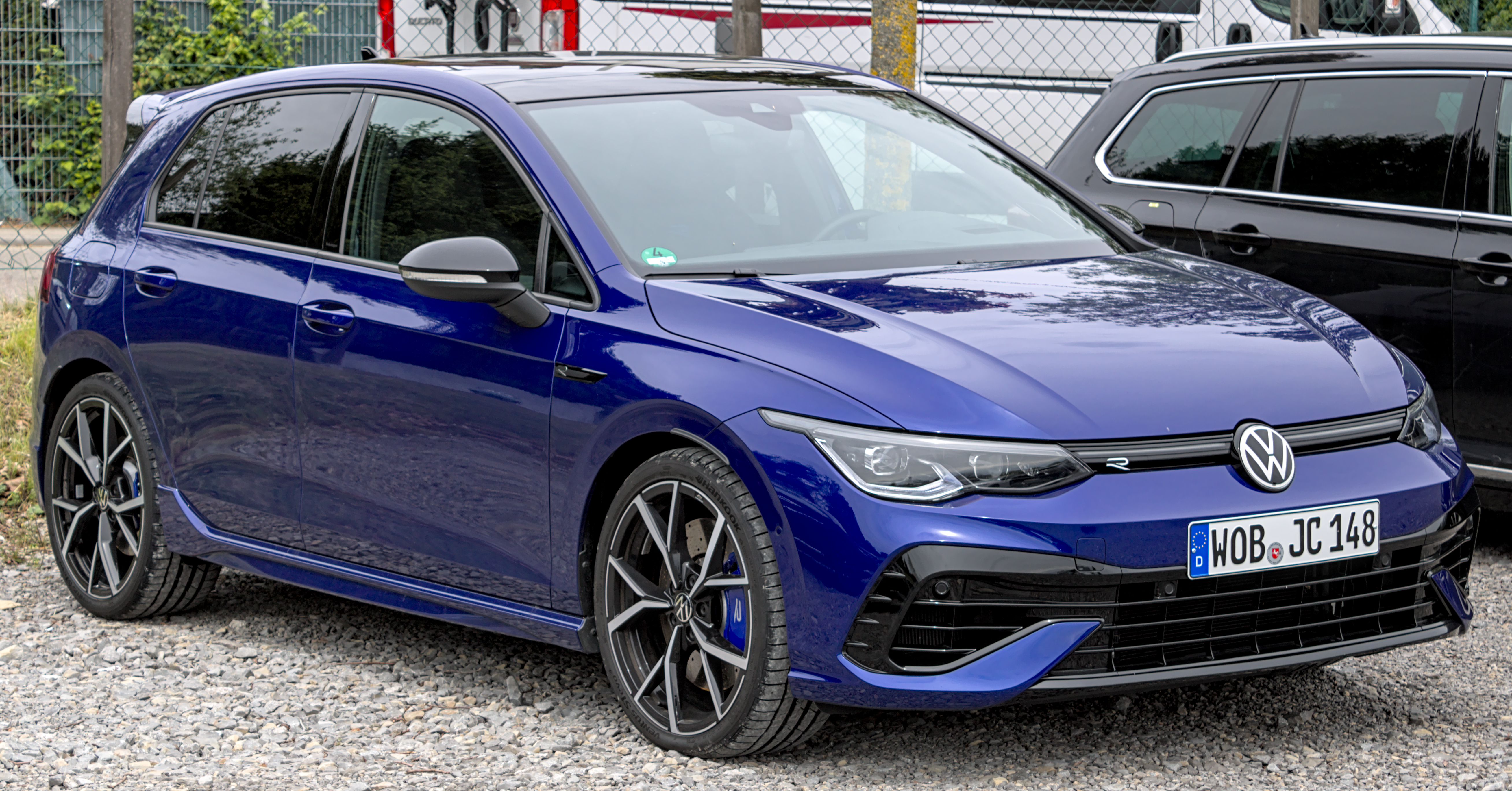
Golf R

La versione a metano TGI, che inizialmente non doveva essere riproposta in base a decisioni prese dalla Volkswagen
, viene invece presentata a settembre 2020. A dicembre 2020 viene inserita a listino la versione R, con trazione integrale 4motion e motore da 2,0 litri con 320 CV di potenza con assetto ribassato, cerchi in lega da 18" spoiler e paraurti specifici.

### Riepilogo versioni

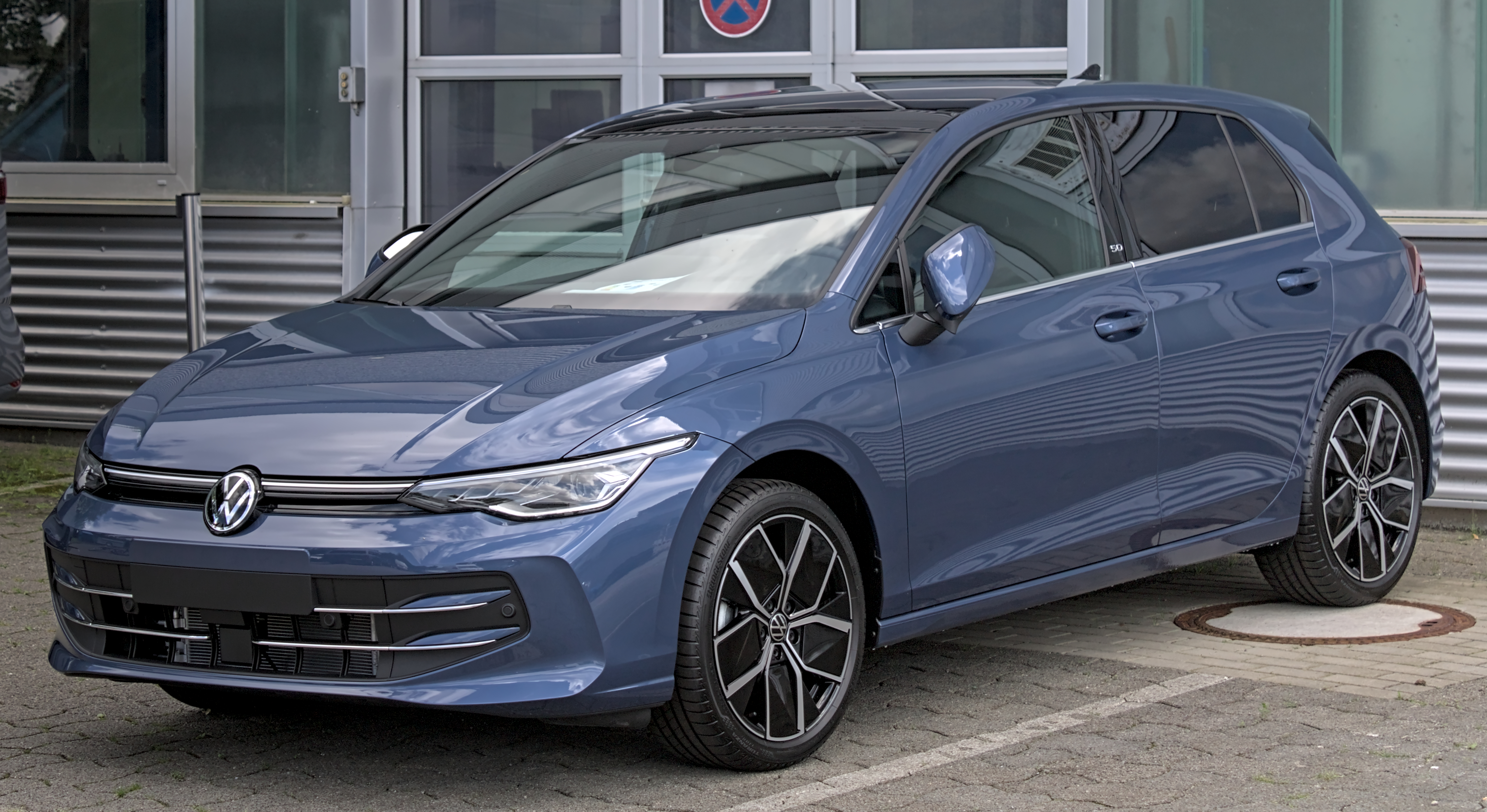
Restyling 2024

- 1.0 TSI: motore da 999 cm³, da potenza massima di 110 CV;
- 1.0 eTSI (mild hybrid): motore da 999 cm³ da 110 CV e motore elettrico da 12 CV
- 1.5 TSI: motore da 1499 cm³ a ciclo Miller da 130 CV oppure a ciclo Otto da 150 CV;
- 1.5 eTSI (mild hybrid): motore da 1499 cm³ a ciclo Miller da 130 CV oppure a ciclo Otto da 150 CV; e motore elettrico da 12 CV
- eHybrid (plug-in hybrid): motore da 1395 cm³ da 150 CV; e motore elettrico da 109 CV, con potenza combinata di 204 CV;
- 2.0 TDI: motore da 1968 cm³ turbodiesel, con potenze di 115 e 150 CV;
- GTI: da 1984 cm³, con potenza di 245 CV;
- GTD: motore da 1968 cm³ turbodiesel, con potenza di 200 CV;
- GTE (plug-in hybrid): motore da 1395 cm³ da 150 CV; e motore elettrico da 115 CV, con potenza combinata di 245 CV;
- R: da 1984 cm³, con potenza di 320 CV.

## Restyling 2024
L'amministratore delegato della Volkswagen Thomas Schäfer ha annunciato il restyling all'inizio del 2024, noto come Golf 8.5. Le modifiche includono fari più piccoli ridisegnati con la nuova opzione di una configurazione a matrice LED IQ.LIGHT, un nuovo fregio sulla mascherina con logo entrambi illuminati, un nuovo paraurti anteriore, nuovi fanali posteriori con tre, nuovi colori esterni, nuovi design dei cerchi in lega; all'interno sono presenti un nuovo software MIB4 per il sistema di infotainment, i cui comandi touch sono ora retroilluminati, tornano i pulsanti fisici convenzionali sul volante multifunzionale in luogo dei precedenti a sfioramento, nuove funzionalità del sistema di assistenza alla guida e integrazione alla dotazione di serie.

## Versioni speciali

### Golf GTI Clubsport

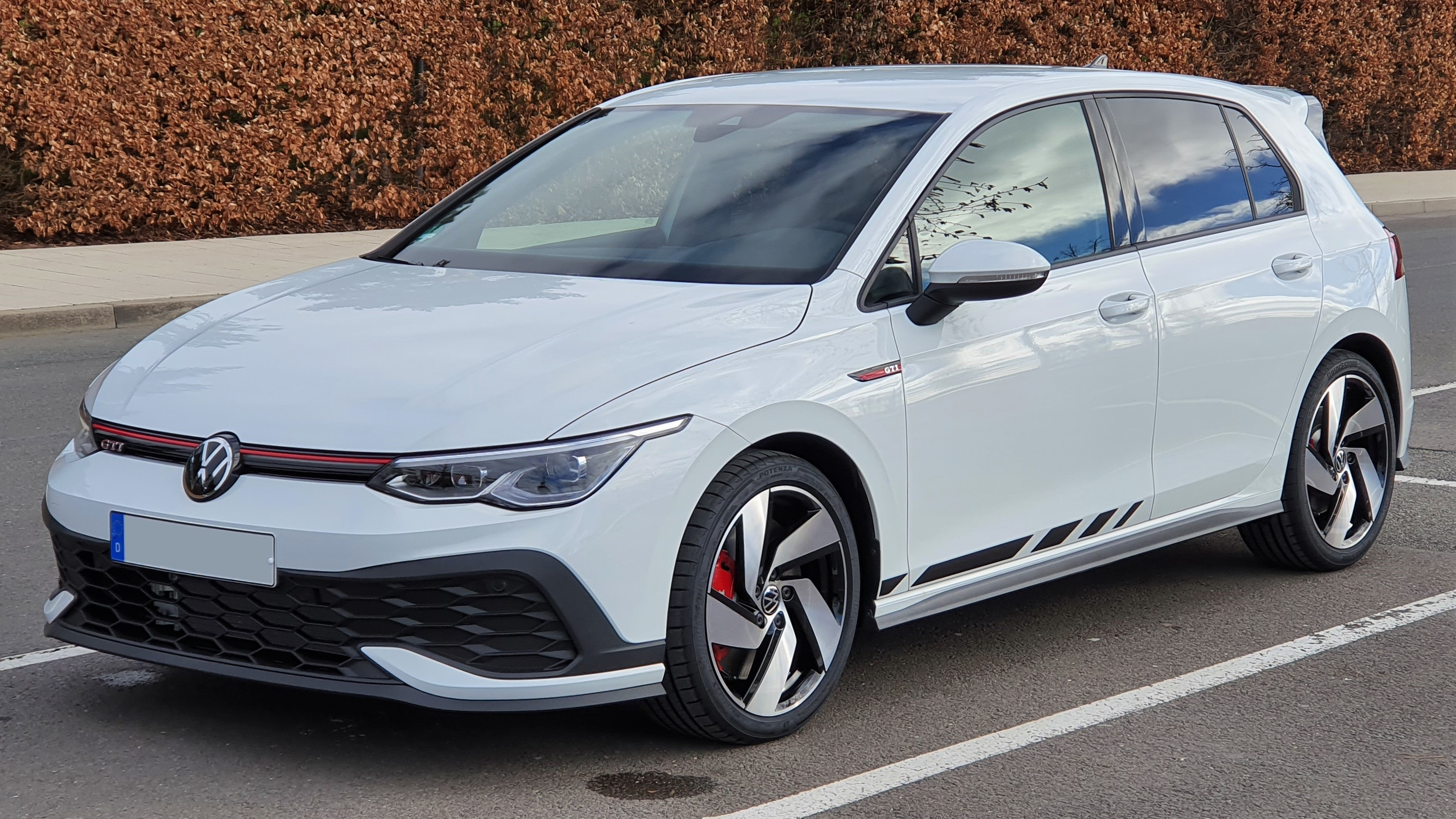
GTI Clubsport

Ad ottobre 2020, il construttore tedesco ha presentato la Golf GTI Clubsport, dotata di una versione potenziata del quattro cilindri da 2.0 litri TSI con 300 CV e 400 Nm di coppia, abbinata al cambio doppia frizione a 7 rapporti con differenziale autobloccante.

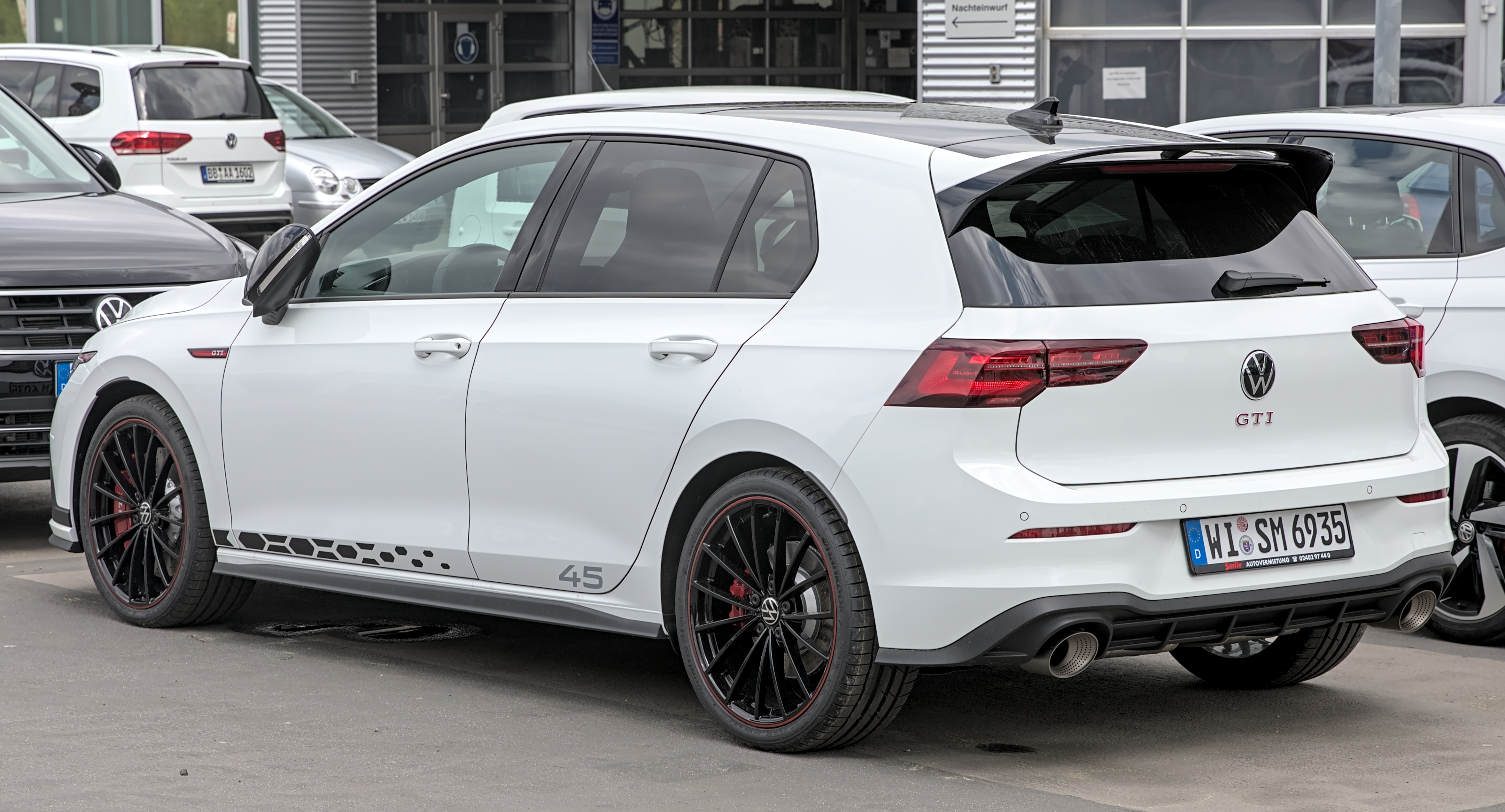
GTI Clubsport 45

### Golf GTI Clubsport 45
Volkswagen per celebrare il 45º anniversario della Golf GTI, ha realizzato un'edizione speciale chiamata GTI Clubsport 45, equipaggiata con il 4 cilindri turbo da 300 CV. Questa versione riceve prese d'aria più grandi, uno spoiler sul tetto specifico, uno scarico sportivo, cerchi da 19 pollici e un colore della carrozzeria nero.

### Golf R 20 Years
La Golf R “20 Years” è stata realizzata per celebrare il 20º anniversario dell'uscita della prima Golf R32 nel 2002. Il motore a 4 cilindri 
in linea turbo da 2 litri viene potenziato fino a toccare i 333 CV.